# Château de Niel (Nieldebroeck)
Pour les articles homonymes, voir Niel.

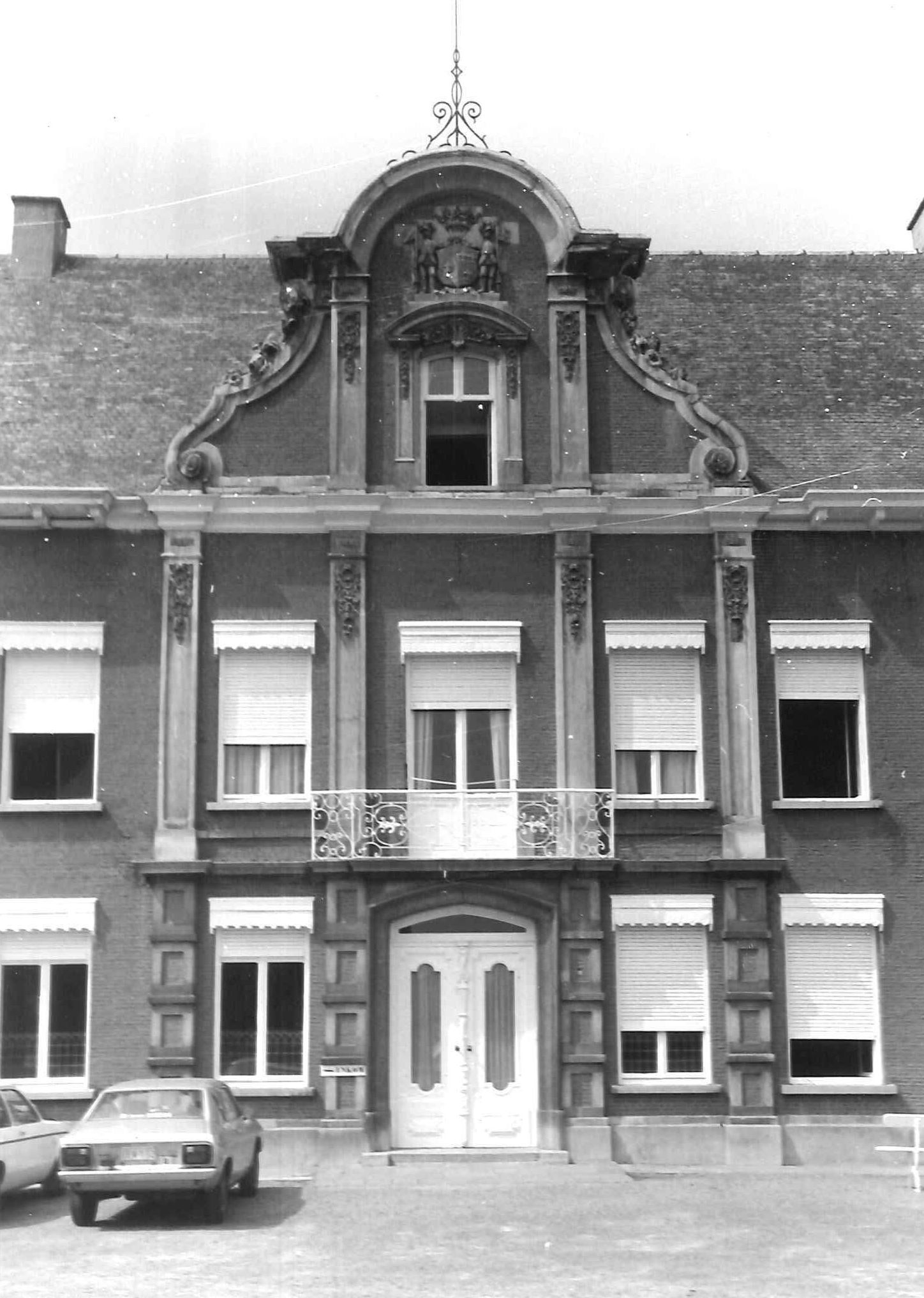
Façade centrale du château.

Le château de Niel (aussi : château de Nielderbroeck) est un château de la localité de Niel dans la province belge d'Anvers. Il est situé à Broeklei.
Des traces d'un château à cet emplacement sont retrouvées à partir du XIIIe siècle. Vers 1535, il fut reconstruit par la famille de Jan Baptiste de Tassis, seigneur de Niel. En 1654, sur ordre de Martinus De Hornes, la façade est embellie dans le style baroque. Les initiales OD, du seigneur du château O'Donnoghue (début XVIIIe siècle), se retrouvent sur le balcon en fonte. En 1860, il fut à nouveau modifié par ordre du baron Hubert de Roije van Wicke. Cela a abouti à un bâtiment en forme de U de style néo-rococo. Plus tard, il a été encore modifié et est devenu une partie d'un complexe de maison de repos.
L'avant-corps central est de style néo-rococo, mais les fenêtres d'origine ont été remplacées par des fenêtres rectangulaires.
La bâtisse est entourée d'un domaine, composé d'un parc et de prairies.